# Achton Friis
Achton Johannes Friis (født 5. september 1871 i Trustrup ved Grenaa, død 17. december 1939 i København) var en dansk tegner, maler og forfatter.
Efter sin uddannelse som maler blev han uddannet på Kunstakademiet i København fra 1895-99. Han har blandt andet lavet keramik, porcelæn og portrættegninger af danske folketyper.
Som deltager i Danmark-ekspeditionen rejste han i perioden 1906-08 til Nordøstgrønland. Under ekspeditionen producerede Friis et stort antal portrættegninger og landskabsbilleder, samt bogen Danmark-ekspeditionen til Grønlands Nordøstkyst 1906-1908 udgivet i 1909.
Fra 1926 til 1928 udgav han "De Danskes Øer". Ekspeditionen til de 132 øer resulterede i et tre binds bogværk på i alt ca. 1.200 sider. 1932-1933 udgav han "De Jyders Land", 1-2, og 1936-1937 "Danmarks Store Øer", 1-2. Tilsammen udgør værkerne, der under ét går under betegnelsen De Danskes Land, en natur- og kulturhistorisk beskrivelse af Danmark, med tegninger af Johannes Larsen (1867-1961) og ham selv. "Danmarks Store Øer" har også tegninger af Andreas Friis og Knud Kyhn.
Friis modtog Fortjenstmedaljen i sølv. Han er begravet på Vestre Kirkegård.
Hans søn var tegner og grafiker Claus Achton Friis (1917-1999).